# 妙蓮寺 (京都市)
妙蓮寺（みょうれんじ）は、京都市上京区妙蓮寺前町にある本門法華宗の大本山の寺院。山号は卯木山（うぼくさん）。本尊は十界曼荼羅。芙蓉で有名である。

## 歴史
日像は、日蓮の高弟であった日朗に師事し、日蓮の遺命を受けて永仁2年（1294年）に都に布教しにやってきた。そして、五条西洞院（現・京都市中京区）で酒屋・柳屋を営んでいた仲興は日像に帰依すると、同年の内に仲興とその夫人である妙蓮法尼によって柳屋の敷地内に法華堂が建立された、これが当寺の始まりである。やがて夫妻は邸宅自体を日像に寄進して寺院化させると、当寺は柳寺と呼ばれるようになった。その後、妙蓮法尼にちなんで妙法蓮華寺と号するようになった。
室町時代になると当寺は荒廃したが、永享年間（1429年 - 1441年）に日存、日道、日隆、日慶らが四条大宮（現・京都市下京区四条大宮町付近）に寺基を移して境内を整えると、寺名を妙法蓮華寺から卯木山妙蓮寺と改めた。山号の卯木山はかつての寺名であった柳寺をその由来としている。
その後、公家の庭田重有の子・日応を住持に迎えると、皇族を始めとして室町幕府第9代将軍足利義尚などが当寺に参詣している。こうして隆盛を誇っていた当寺であったが、天文5年（1536年）に起こった天文法華の乱で焼き討ちされると堺に避難する。しかし、天文11年（1542年）になって後奈良天皇により法華宗帰洛の綸旨が下されると、当寺は同年に大宮元誓願寺通（現・京都市上京区）に伽藍を移して再建された。同地付近には「元妙蓮寺町」の町名が残っている。
天正15年（1587年）に豊臣秀吉の命により、現在地に移転する。その際、大方丈は聚楽第の建物を拝領して建てられたという。また、本堂（釈迦堂）は方広寺大仏殿の残木を拝領して建てられたとされ、元和元年（1615年）に完成している。
享保15年（1730年）の西陣焼けでは本堂、祖師堂、三重塔などの主要堂宇は焼け残ったが、天明8年（1788年）の天明の大火により鐘楼と宝蔵を残して伽藍のほとんどと27坊の塔頭全てが焼失した。本堂は、寛政元年（1789年）に敦賀にある当寺の末寺・本妙寺の祖師堂を移築して再建された。
塔頭も恵光院、玉龍院、本光院、円常院、堅樹院、慈詮院、本妙院、常住院の8院が再建され、現在も残されている。
寺紋は丸に三つ紅葉。

## 境内
- 本堂 - 寛政元年（1789年）に敦賀の本妙寺の祖師堂を移築したもの。本堂の前方部は寛政4年（1792年）に増築したもの。
- 日蓮像
- 納骨堂
- 方丈 - 庫裏。
- 中庭
- 五重石塔
- 宿坊
- 表書院
- 奥書院 - 幸野豊一による「四季の襖絵」が描かれている。
- 庭園「十六羅漢石庭」 - 枯山水庭園。当寺の僧で桂離宮の庭園の造営にも携わった玉淵坊日首による作庭。天明の大火以降は荒廃していたが、近年復元された。臥牛石は豊臣秀吉によって伏見城から移されたもの。
- 宝蔵
- 宝物殿
- 赤穂義士墓 - 赤穂浪士の遺髪が収められているという。
- 鐘楼 - 元和3年（1617年）再建。
- 山門 - 文政元年（1818年）に御所より拝領して現在地に移築。

### 塔頭
- 恵光院（惠光院）
- 玉龍院
- 本光院
- 円常院（圓常院）
- 堅樹院
- 慈詮院
- 本妙院
- 常住院

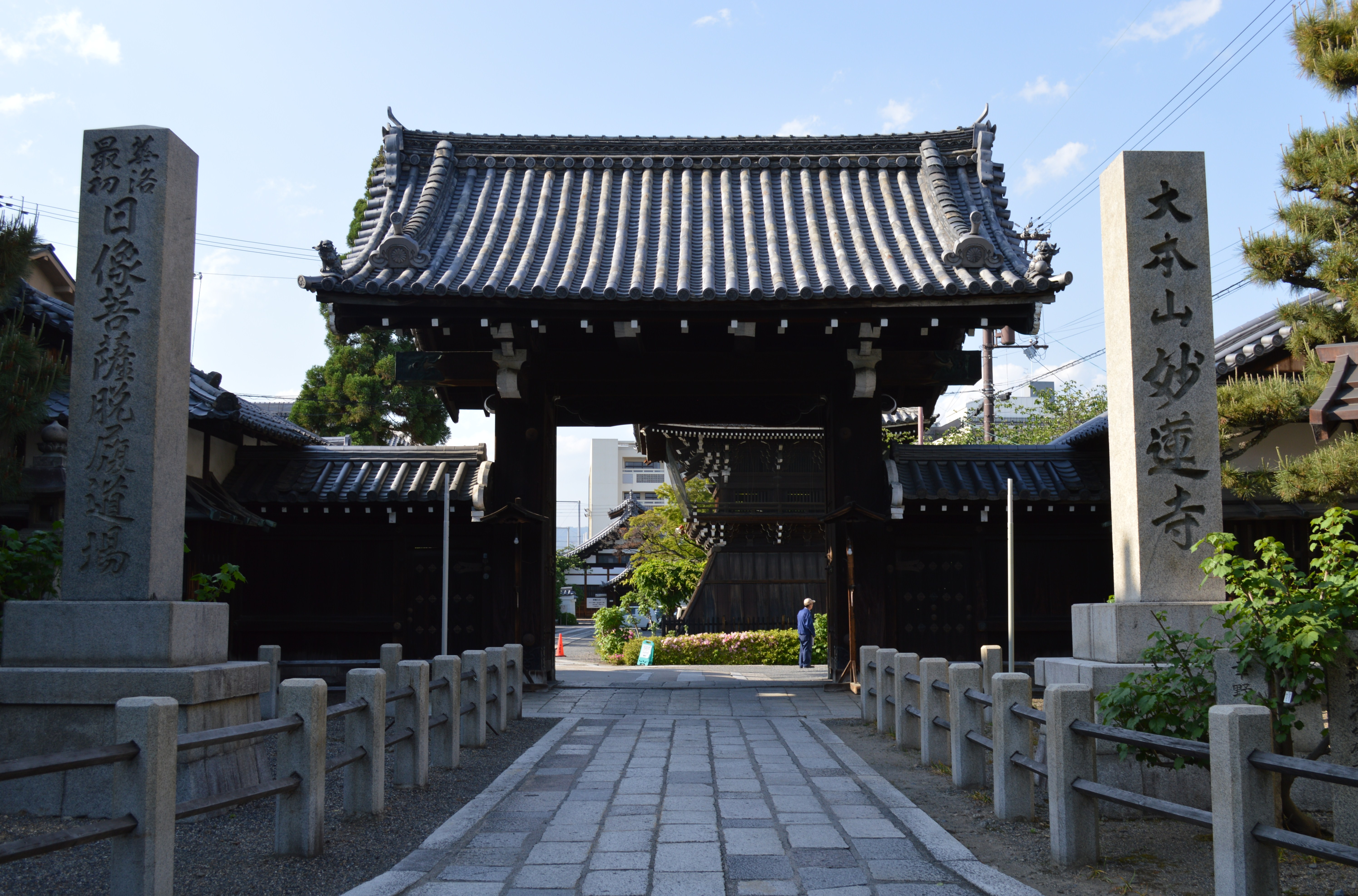
山門と参道
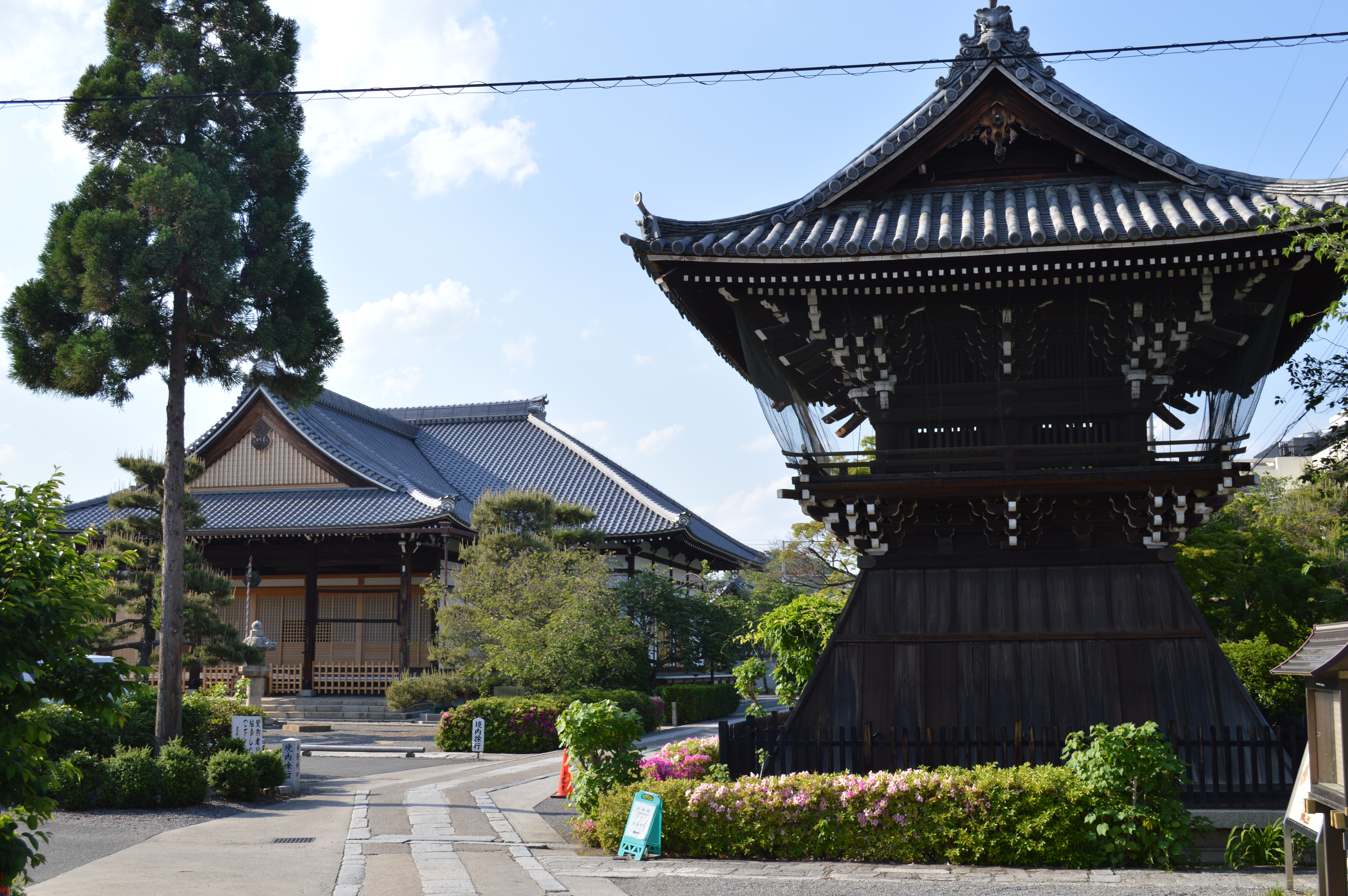
本堂と鐘楼
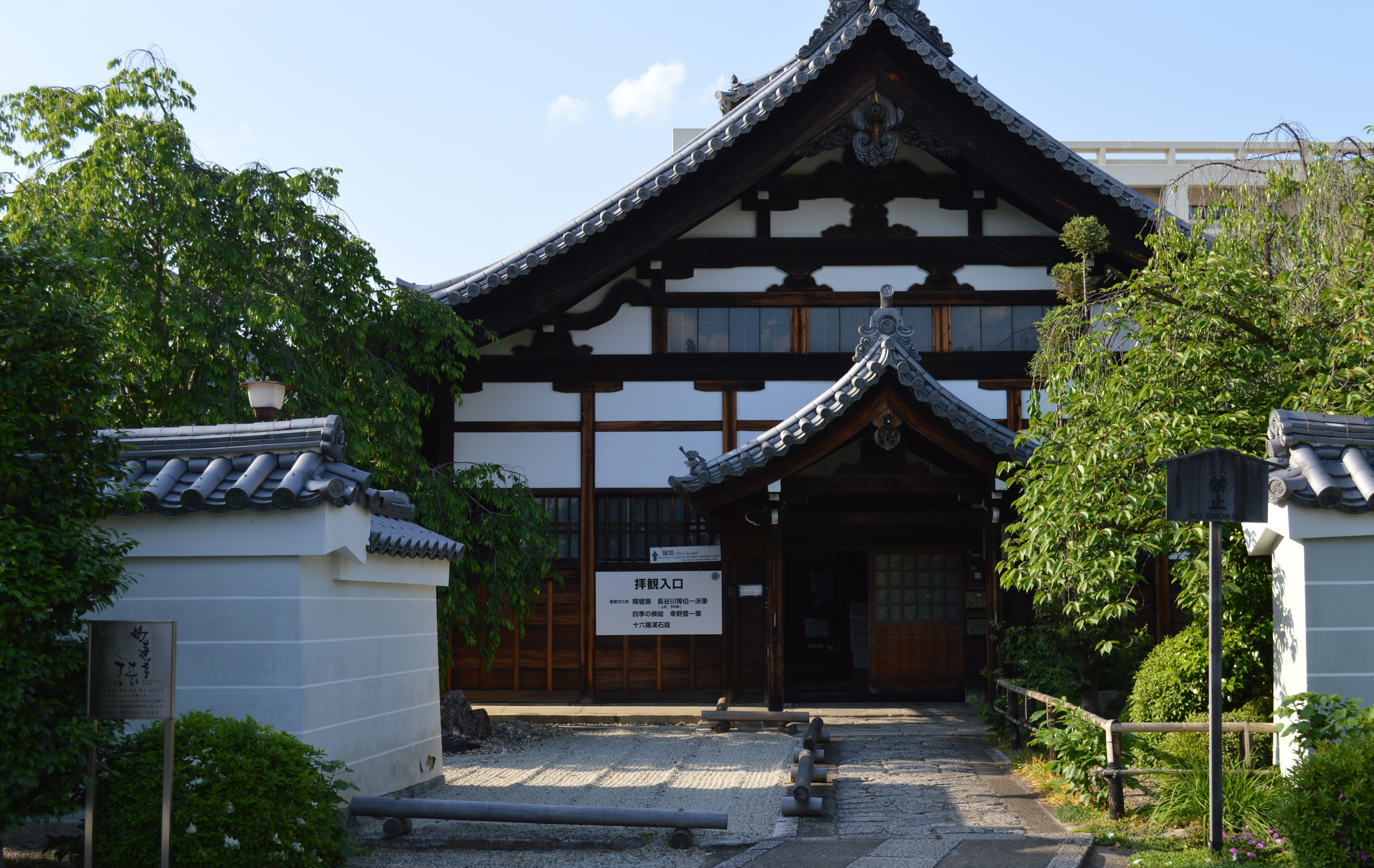
方丈

## 文化財

### 重要文化財
- 松尾社一切経 3,545巻（附：経箱38合）

1993年（平成5年）に行なわれた立正大学の史料調査によって、平安時代の一切経であることが明らかになった。約3,500巻の巻子本の写経が38合の経箱に収められていた。松尾大社の一切経は、神主の秦氏一族によって発願され社内の別当寺において書写されたもので、保延4年（1138年）頃に完成した。5,000巻余あったものと推測されていたが、この妙蓮寺蔵本が発見されるまでは僅かに40余巻が現存するだけで幻の経典であった。書写年代は12世紀であるが、一部に11世紀にさかのぼる見返し絵を持つ経典が混入しており、これは伝来の途上で失われた経巻を由来の異なる他経で補ったものとされている。妙蓮寺に施入されたのは安政4年（1857年）のことで、篤信者によって寄進されたものである。
- 奥書院及び玄関の間障壁画 38面 - 長谷川等伯とその一門
  - 紙本金地著色松桜図 一之間 襖貼付8、天袋貼付4　
  - 紙本金地著色松桜図 二之間 襖貼付8
  - 紙本金地著色松杉桜図 脇一之間 襖貼付6
  - 紙本金地著色松桜図 玄関之間 襖貼付12
  - 附指定:紙本著色柳図 脇二之間 襖貼付4
- 伏見天皇宸翰法華経（沈金箱入り）8巻
- 立正安国論 - 本阿弥光悦筆
- 始聞仏乗義 - 本阿弥光悦筆

## 交通アクセス
京都市営地下鉄烏丸線鞍馬口駅から徒歩10分。